# Житлове право України
Житлове право України — сукупність правових норм в Україні, що регулюють житлові правові відносини між громадянами, та громадян із державними та громадськими організаціями у процесі реалізації конституційного права людини і громадянина на житло.
Предметом правового регулювання житлового права України є правовідносини, що виникають у процесі:
- реалізації права на житло;
- надання людині і громадянину жилих приміщень у користування;
- користування людиною житловим приміщенням;
- управління житловим фондом; експлуатації та охорони житлового фонду;
- капітального і поточного будівництва житла;
- виключення з житлового фонду жилих будинків і приміщень, що не придатні для проживання;
- розгляду житлових спорів та інше.

Житлові правовідносини виникають, змінюються і припиняються відносно вже готового жилого будинку чи іншого приміщення, придатного для проживання людини. Вони неоднорідні; більшість із них мають майновий характер, складаються у сфері розподілу й користування житлом.
Усі вищеназвані житлові правовідносини регулюються системою норм житлових нормативно-правових актів, що складають житлове законодавство України.

## Житлове законодавство
Житлове законодавство — це сукупність нормативних актів, що регулюють суспільні відносини по задоволенню потреб громадян у житлі і пов'язані з ними відносини по управлінню житловим фондом, забезпеченню його цілості, експлуатації і ремонту.
Систему житлового права створюють різні закони та підзаконні акти. За ступенем своєї сили закони діляться на основні (конституційні), спеціальні і звичайні. Конституція України є правовим базисом розвитку житлового законодавства. Вона має найвищу силу і пряму дію. Закони, що видаються на основі Конституції України, називаються звичайними законами і створюють самостійну галузь законодавства. Вона ввібрала в собі майже всі норми про договори найму (оренди), безоплатного користування житлом, ряд норм, що стосуються придбання і здійснення речових прав, а також всі норми адміністративного права, що регулюють відносини по управлінню житловим фондом.
Систему нормативно — правових актів, що регулюють житлові відносини в Україні, складають:
- Конституція України;
- Житловий кодекс України;
- Закон України «Про приватизацію державного житлового фонду» та інші закони;
- Укази Президента України;
- Постанови Кабінету Міністрів України та інші нормативно-правові акти.

Основними законодавчими актами, що регулюють житлові відносини в Україні, є Цивільний кодекс та Житловий кодекс.